# 帕莎·安格林娜
普拉斯科维娅·“帕莎”·尼基季奇娜·安格林娜（俄語：Прасковья (Паша) Никитична Ангелина，1913年—1959年），是苏联女拖拉机手，社会主义劳动英雄。

## 生平
1913年1月12日［儒略曆1912年12月30日］生于叶卡捷琳诺斯拉夫省舊別舍沃村（现乌克兰境内）。该村庄主要居住的是18世纪后期从克里米亚移居的希腊裔家庭。她说希腊语和当地方言。父亲是农民，母亲是粉刷匠。
1929年她从当地的拖拉机培训班毕业，成为了一位女拖拉机手。1933年，她组建了苏联第一支女子拖拉机队，成为队长。在1934年的春耕播种工作中，实际播种面积由原计划的497公顷提高到795公顷。耕地质量的提高确保了粮食产量的增长，每公顷小麦的收成增加了16％至18％。她的事迹被媒体广泛宣传。1935年作为代表在克里姆林宫会议发言，承诺再组织10个女子拖拉机队。1937年加入联共（布），同年当选最高苏维埃代表。1938年，她提出了“10万女性上拖拉机”的口号，到年底全苏已经有20万名女性成为拖拉机手。
1939年，她进入莫斯科全苏社会主义农学院深造，1940年毕业。1941年6月苏德战争爆发后，她和乡亲们被安全转移到西哈薩克斯坦州捷列克金区工作。在她的努力下，当地粮食收成增长了5倍，为确保前线的粮食供应立下了大功。在生命的最后几年，她深受疾病困扰，腿经常因病而肿胀，肚子已因水肿快垂到膝盖了。1959年1月21日，她因病毒性肝炎在莫斯科去世。根据赫鲁晓夫的决定，其遗体被安葬在故乡舊別舍沃。

## 荣誉
获列宁勋章三枚，劳动红旗勋章一枚。1947年和1958年两次荣获社会主义劳动英雄荣誉称号，1946年获斯大林奖金。

## 家庭
帕莎有一个妹妹叶琳娜，也是拖拉机手。帕莎于1935年与谢尔盖·费多罗维奇·切尔内舍夫结婚。后来因为矛盾与丈夫不睦，几乎被他开枪打死，最终离婚。帕莎也曾多次受到斯大林接见，深受其赏识。她甚至给小女儿取名为“斯大林娜”。为此，她也遭到了不少妒忌和恶意诽谤。
1941年9月，切尔内舍夫上了苏德战争的前线，帕莎已经怀孕。1942年夏，即将临产的帕莎到莫斯科参加最高苏维埃代表大会，在返回途中，所乘列车在萨拉托夫附近遭遇空袭，几节车厢被炸毁。安格林娜在车上生下了女儿，好几个月后才带着孩子回到家中。

## 图集

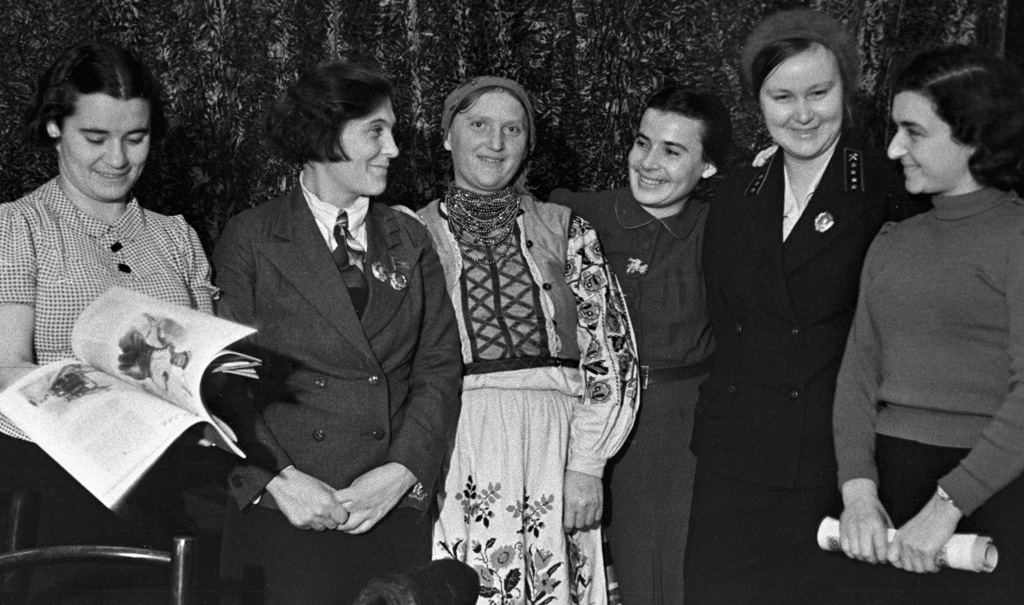
共青团中央委员会会议中途休息场景，安格林娜位于左数第二位（1936年7月14日由沙金拍摄）
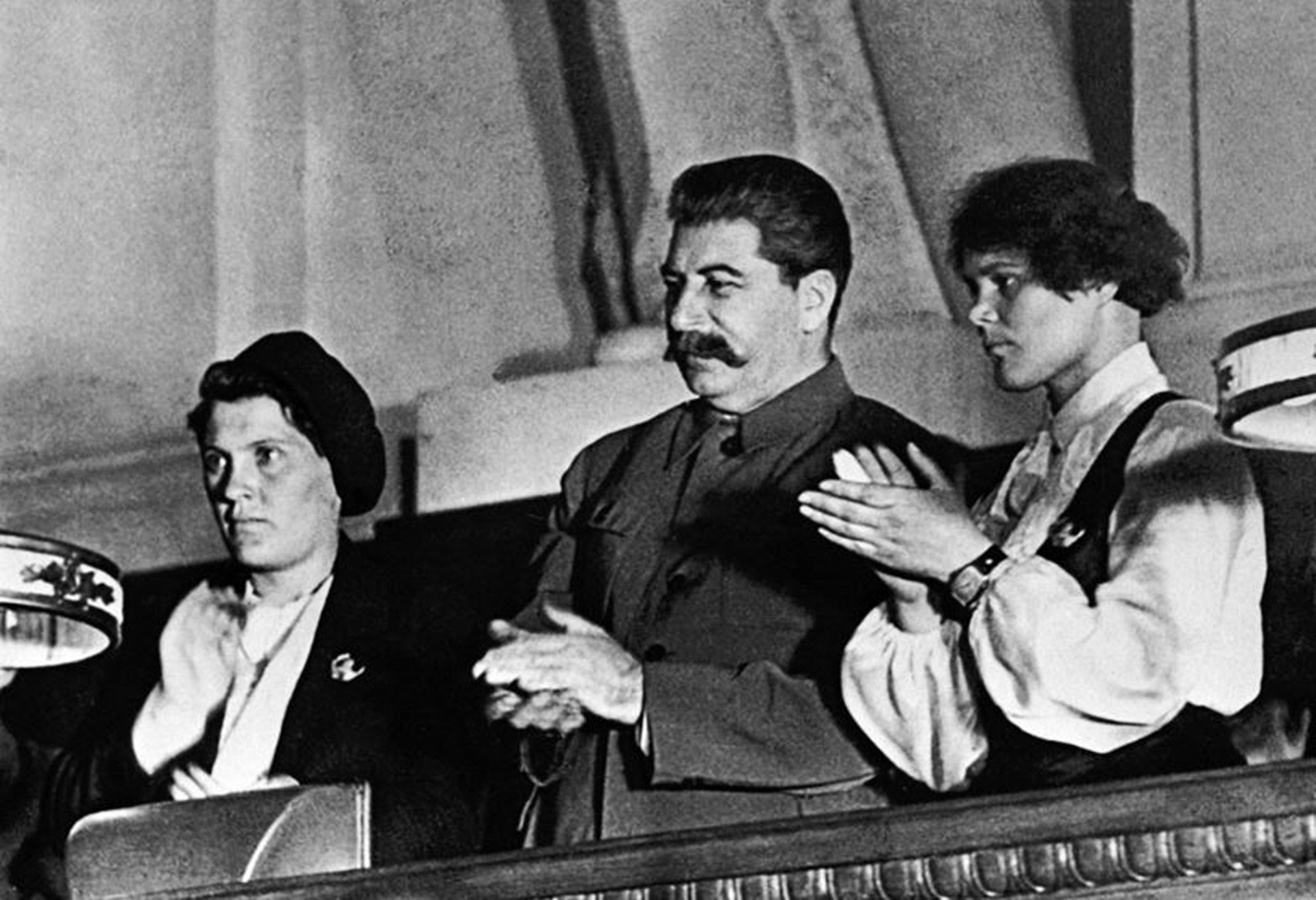
1936年4月共青团第十次代表大会，从左至右依次为：安格林娜，斯大林，杰姆琴科
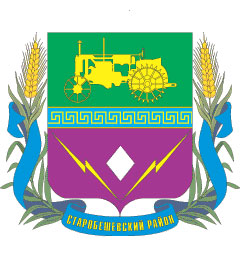
舊別舍沃區徽章上的拖拉机象征着帕莎·安格林娜的劳动壮举

## 中文译本
- 安格林娜.  初版. 上海: 时代出版社. 1949年5月.
- 安格林娜.  初版. 大连: 时代出版社. 1950年1月.
- 安格林娜. . 由何奇翻译 初版. 北京: 青年出版社. 1951年8月.
- 安格林娜. . 由李成翻译. 北京: 时代出版社.